# Svartvit sporrgök
Svartvit sporrgök (Centropus ateralbus) är en fågel i familjen gökar inom ordningen gökfåglar.

## Utbredning och systematik
Fågeln förekommer i Bismarckarkipelagen (New Ireland och New Britain). Den behandlas som monotypisk, det vill säga att den inte delas in i några underarter.

## Status
Arten har ett begränsat utbredningsområde, men beståndet anses vara stabilt. IUCN kategoriserar arten som livskraftig.